# The New Republic (tijdschrift)
The New Republic is een invloedrijk Amerikaans tijdschrift over politiek en de cultuurwereld. Het blad werd in 1914 opgericht door leiders van de progressieve beweging in de Verenigde Staten, en eerder reformistisch van strekking. In de jaren 80 en 90 leunde het aan bij de derde weg, met soms conservatieve accenten. 
In 2014 kocht Facebook-mede-oprichter Chris Hughes het magazine. Hij ontsloeg de hoofdredacteur en trachtte het roer helemaal om te gooien, waarop de meeste redacteurs en journalisten opstapten. Begin 2016 kondigde Hughes aan "dat er behoefte was aan een nieuwe visie en leiderschap", en verkocht het tijdschrift in februari 2016 aan Win McCormack, een van de stichters van Mother Jones. 
In zijn nieuwe stijl is het blad vrij uitgesproken links-progressief. Het stond kritisch tegenover de leiding van de Democratische Partij, en tegenover “onpartijdige” denktanks zoals Brookings Institution.
Onder meer Steven Pinker, Amartya Sen en Joseph Stiglitz leverden bijdragen aan het tijdschrift.  